# 虹の大橋 (山形県)
虹の大橋（にじのおおはし）は、山形県北村山郡大石田町に架かる橋。

## 概要
最上川に架かる橋であり、国道347号が通る。かつて大石田町の中心部に組まれていた旧国道347号の新ルート建設の一環として建設され、1989年5月に開通した。

## 周辺
- 虹ケ丘公園
- 朧気川
- 奥羽本線
- 大石田大橋 - 虹の大橋の下流側に架かる橋で、虹の大橋の完成前はこちらが国道347号の最上川の横断交通施設であった。